# Room for Squares
Room for Squares er det første album lavet af den amerikanske sangskriver og solist John Mayer, som blev udgivet den 18. september 2001. I starten af år 2001 blev albummet først udgivet ude på Internettet gennem Aware Records, men Aware Records og Columbia Records lavede en aftale, så Columbia Records fik patent på albummet. Dette resulterede i en ny udgivelse af Room for Squares i september 2001. På det nye album kunne man nu høre sangen "3x5", som ikke var på den første udgivelse, da de ikke havde nået at indspille den færdig. 

I 2002 begyndte folk at åbne deres øjne for John Mayers musik, og i april 2002 blev John Mayers første single, "No Such Thing", udgivet. Derefter udgav han to andre singler ("Your Body Is A Wonderland" og "Why Georgia"). Sangen "Your Body Is A Wonderland" vandt Grammy Prisen Best Male Pop Vocal Performance. 

Alle sange er skrevet af John Mayer, dog er tre af sangene ("No Such Thing", "Love Song For No One" og "Neon") skrevet sammen med Clay Cook. Tre af sangene på Room for Squares er også fra hans første grammofonplade Inside Wants Out. 

## Spor

### Columbia Records udgivelse18. september2001
1. "No Such Thing" (John Mayer & Clay Cook) – 3:51
2. "Why Georgia" – 4:28
3. "My Stupid Mouth" – 3:45
4. "Your Body Is a Wonderland" – 4:09
5. "Neon" (John Mayer & Clay Cook) – 4:22
6. "City Love" – 4:00
7. "83" – 4:50
8. "3x5" – 4:50
9. "Love Song For No One" (John Mayer & Clay Cook) – 3:21
10. "Back To You" – 4:01
11. "Great Indoors" – 3:36
12. "Not Myself" – 3:36
13. (Blank) – 0:04
14. "St. Patrick's Day" – 5:21